# ディエゴ・デ・バルガス

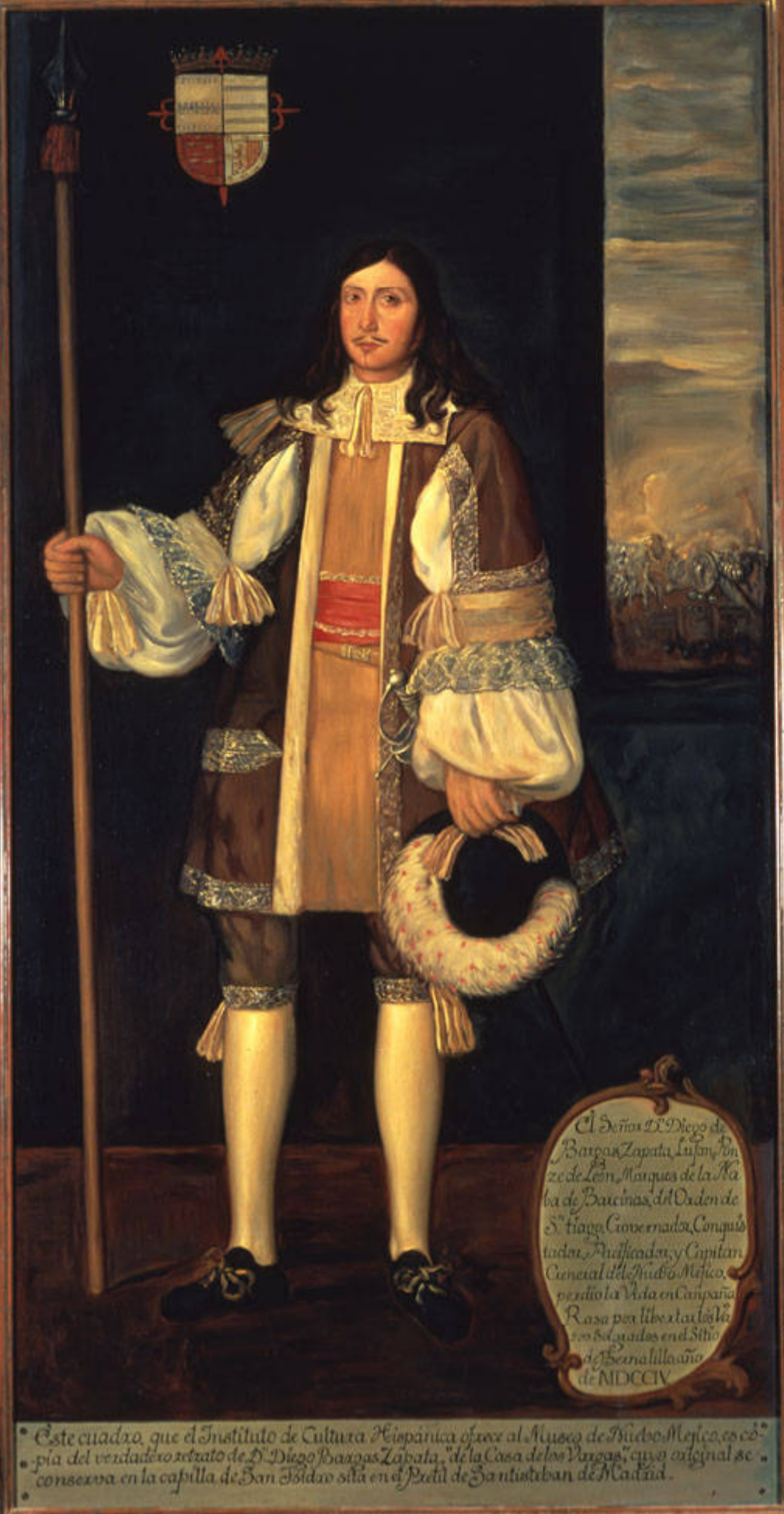
ディエゴ・デ・バルガス

ドン・ディエゴ・デ・バルガス（Don Diego de Vargas, 1643年 - 1704年）は、スペイン貴族で、ニュースペイン領のサンタフェ・デ・ヌエボ・メヒコ（今日のアメリカ合衆国ニューメキシコ州）のスペイン領総督（名目のみの任期：1690年 - 1692年、実効的な任期：1692年 - 1696年および1703年 - 1704年）。全名はDiego de Vargas Zapata y Luján Ponce de León y Contreras。初代ナヴァ・デ・バルシナス侯。
彼は、1680年のプエブロの反乱の後の1692年の領土のレコンキスタ（失地回復）を導いたことで最も有名である。このレコンキスタは、 毎年サンタフェ市で行われるフィエスタス・デ・サンタフェで祝賀されている。

## プエブロの反乱と無血レコンキスタ
1680年8月10日、ニューメキシコ北部のさまざまなプエブロ集落の人々は、スペイン人入植者に対する蜂起を起こした。彼らはサンタフェの町を囲い込んで、8月21日にスペイン人たちを追放した。入植者たちは南のエル・パソ・デル・ノルテ（現在のシウダー・フアレス）へ逃げ、その後12年間避難民としてそこに留まった。
1690年、ディエゴ・デ・バルガスはニューメキシコ総督に任命され、サンタフェの再占領とスペインの領土の再植民地化を命じられた。1692年7月、デ・バルガスと小部隊はサンタフェへ戻った。デ・バルガスらは夜明け前に町を囲んで、スペイン王に忠誠を誓ってキリスト教信仰に戻るのならば、寛大な処置を約束するとして、プエブロ・インディアンたちに降伏するよう呼びかけた。プエブロのリーダーたちはサンタフェに集い、デ・バルガスと会い、平和に同意し、そして1692年9月14日、デ・バルガスは正式な失地回復を宣言した。
デ・バルガスのニューメキシコの失地回復は、当初まったく武力を行使せずに領土を取り戻されたので、しばしば「無血レコンキスタ」と呼ばれている。しかし、1693年はじめにデ・バルガスが開拓者たちを戻すためにメキシコに戻った時、プエブロの人々は再びサンタフェを占領した。この時、 デ・バルガスは武力でもって領土を取り戻し、数百名のプエブロの戦士を殺して後に処刑した。第2次プエブロの反乱は1696年に試みられ、結果として5人の宣教師と21人のスペイン人が死んだが、事実上阻まれた。その後数年、戦争は両者の間で続いたが、世紀の終わりまでスペイン領の植民地化は、本質的には堅いものであった。